# Quick Lane Bowl 2022
Match précédent Match suivant
Le Quick Lane Bowl 2022 est un match de football américain de niveau universitaire joué après la saison régulière de 2022, le 26 décembre 2022 au Ford Field situé à Détroit dans l'État du Michigan aux États-Unis. 
Il s'agit de la 8e édition du Quick Lane Bowl.
Le match met en présence l'équipe indépendant des Aggies de New Mexico State et l'équipe des Falcons de Bowling Green issue de la Mid-American Conference.
Il débute vers 13 h 30 locales (20 h 30 en France) et est retransmis à la télévision par ESPN.
Sponsorisé par la société Quick Lane Tire and Auto Center (en), le match est officiellement dénommé le « 2022 Quick Lane Bowl ». 
New Mexico State gagne le match sur le score de 24 à 19. 

## Présentation du match
Il s'agit de la 1re rencontre entre les deux équipes :
| Équipes | Couleurs | Conférences | Entraîneurs                    | Stats. saison rég. | Classements avant le bowl | Classements avant le bowl | Classements avant le bowl |
| --- | -------- | ----------- | ------------------------------ | ------------------ | ------------------------- | ------------------------- | ------------------------- |
| Équipes | Couleurs | Conférences | Entraîneurs                    | Stats. saison rég. | CFP                       | AP                        | Coaches                   |
| Aggies de New Mexico State                                                                                       |          | Ind.        | Jerry Kill (en) (1re saison)   | 6 - 6              | NC                        | NC                        | NC                        |
| Falcons de Bowling Green                                                                                         |          | MAC         | Scot Loeffler (en) (4e saison) | 6 - 6              | NC                        | NC                        | NC                        |
| - Arbitre : Michael Mothershed (Pac-12) - Équipe donnée favorite par les bookmakers : Bowling Gree par 3½ points |          |             |                                |                    |                           |                           |                           |

### Aggies de New Mexico State
Avec un bilan global en saison régulière de 6 victoires et 6 défaites, New Mexico State est éligible et accepte l'invitation pour participer au Quick Lane Bowl 2022.
Ils terminent 5e des équipes indépendantes derrière #21 Notre Dame, Liberty, BYU et l'Army.
À l'issue de la saison 2022 (bowl non compris), ils n'apparaissent pas dans les classements CFP, AP et Coaches.
Il s'agit de leur première participation au Quick Lane Bowl. Le match sera le dernier de New Mexico State en tant qu'équipe indépendante puisqu'elle rejoindra la Conference USA en 2023.
| Logo     | Postes                                            | Joueurs                                           | Statistiques                                                     |
| -------- | ------------------------------------------------- | ------------------------------------------------- | ---------------------------------------------------------------- |
|          | Quarterback                                       | Diego Pavia                                       | 84/161 passes réussies pour 1 283 yards, 11 TDs, 5 interceptions |
| Coureur  | Jamoni Jones                                      | 102 courses pour 368 yards nets gagnés et 7 TDs   |                                                                  |
| Receveur | Kordell David                                     | 19 réceptions pour 289 yards et 4 TDs             |                                                                  |
| Effectif | Listing et statistiques du roster 2022 des Aggies | Listing et statistiques du roster 2022 des Aggies |                                                                  |

### Falcons de Bowling Green
Avec un bilan global en saison régulière de  6 et 6 défaites (5-3 en matchs de conférence), Bowling Green est éligible et accepte l'invitation pour participer au Quick Lane Bowl 2022.
Ils terminent 3e de la Division East de la Mid-American Conference derrière Ohio et Buffalo.
À l'issue de la saison 2022 (bowl non compris), ils n'apparaissent pas dans les classements CFP, AP et Coaches.
Il s'agit de leur première - 2e participation au Quick Lane Bowl.
| Logo     | Postes                                             | Joueurs                                            | Statistiques                                                      |
| -------- | -------------------------------------------------- | -------------------------------------------------- | ----------------------------------------------------------------- |
|          | Quarterback                                        | Matt McDonald                                      | 230/375 passes réussies pour 2 639 yards, 22 TDs, 8 interceptions |
| Coureur  | Jaison Patterson                                   | 129 courses pour 560 yards nets gagnés et 1 TD     |                                                                   |
| Receveur | Odieu Hiliare                                      | 54 réceptions pour 704 yards et 6 TDs              |                                                                   |
| Effectif | Listing et statistiques du roster 2022 des Falcons | Listing et statistiques du roster 2022 des Falcons |                                                                   |